# Rhipidure de Céram
Rhipidura dedemi
Espèce
Statut de conservation UICN

 LC  : Préoccupation mineure
Le Rhipidure de Céram (Rhipidura dedemi) est une espèce de passereau de la famille des Rhipiduridae.

## Distribution
Il est endémique de Céram.

## Habitat
Il habite dans les forêts humides en plaine et les montagnes humides des régions tropicales et subtropicales.